# PBK-500U Drel

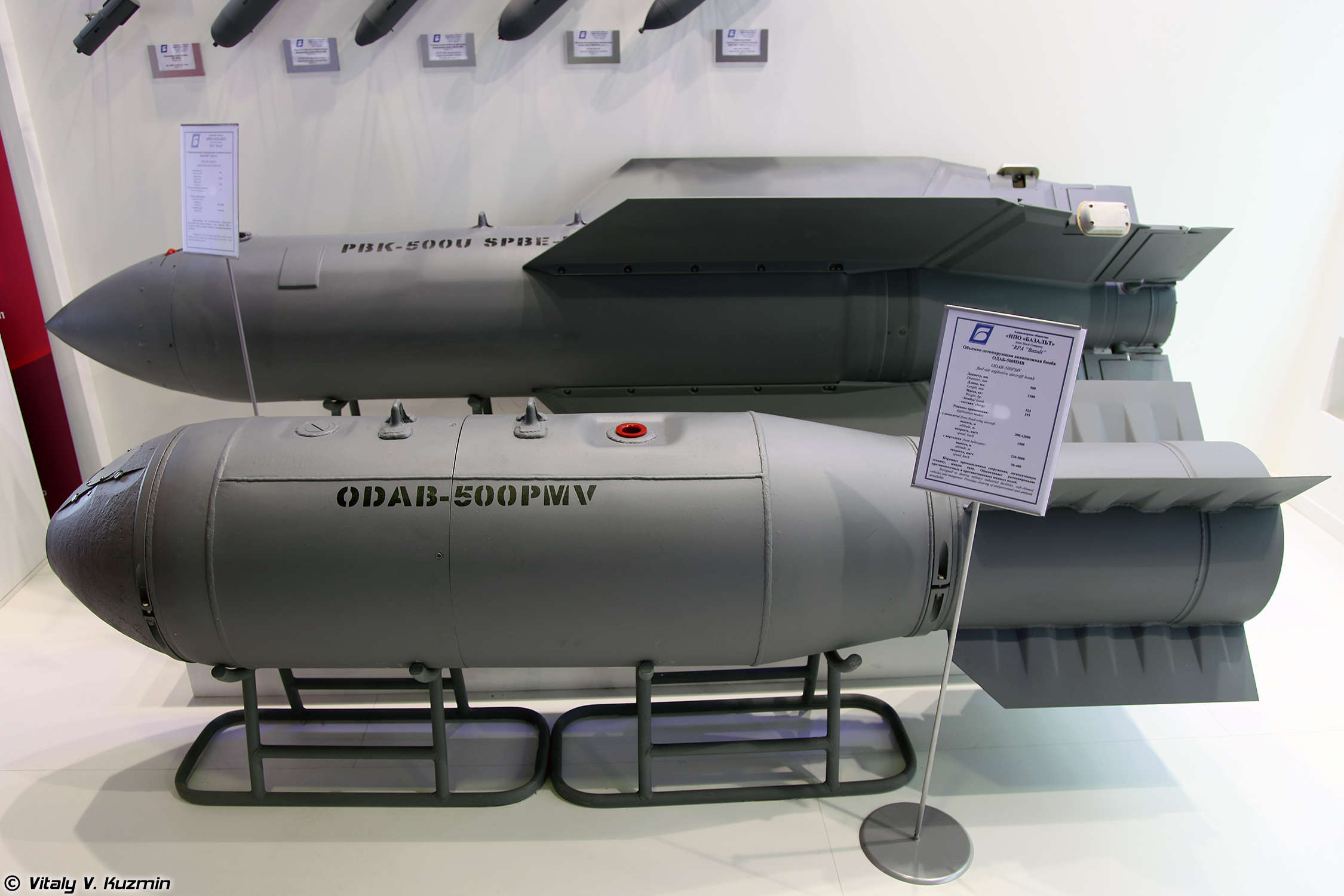

PBK-500U Drel é uma bomba planadora guiada de fragmentação guiada por GLONASS desenvolvido pela Federação russa, projetada para destruir veículos blindados e edifícios. Drel é equipado com o sistema de identificação  para discernir entre aliados e inimigos e contramedidas eletrônicas , tornando-a resistente à interferência de radar e detecção. Tem-se previsão para ser introduzida entre as Forças Armadas da Rússia em 2018. Bazalt considera equipar a Drel com um motor pulsojato para aumentar o seu alcance.

## Parâmetros
- Altitude: 4 km
- Alcance: 30 - 50 km
- Peso: 540 kg

## Munições
- 15 ogivas SPBE-K antitanques que autonomamente acham os alvos com um buscador infravermelho duplo-faixa (3-5 µm e 8-14 µm) e buscador de radar com sistema de identificação de amigo ou inimigo (IFF).
- Outros tipos de munições estão em desenvolvimento

## Usuários
- Rússia